# Universiada Mexicanas
Las Universiadas Nacionales es una serie de Juegos Olímpicos realizados en la República Mexicana con el fin de promover más el Deporte en el País, aunque también tiene la finalidad de escoger a los mejores participantes de las mejores universidades para participar en las Universadas que se realizan cada 2 años la Federación Internacional de Deportes Universitarios en diferentes partes del mundo.

## Antecedentes
El Consejo Nacional del Deporte de la Educación, A. C, (CONDDE), tiene sus antecedentes en 1947, cuando en México se realizaron los Primeros Juegos Nacionales Universitarios.
Posteriormente, en la década de los 60 se creó un organismo que contaría con pertinencia social y deportiva, y que buscaría aglutinar a un sector tan importante del deporte nacional como lo es el universitario, dando origen a la Organización Deportiva Estudiantil Mexicana (ODEM). Este como antecedente del primer organismo representativo del deporte de la Instituciones de Educación Superior (IES).
En el año de 1972, México por conducto de la ODEM se afilia a la Federación Internacional del Deporte Universitario (FISU), en la Asamblea Ordinaria de Roma y su primera participación en una Universiada Mundial fue en 1973 en Moscú, Rusia.
Como consecuencia de esto y una vez alcanzado el objetivo primero, en 1976 nace el Consejo Nacional de Universidades e Instituciones de Educación Superior para el Deporte y la Recreación (CNUIESDR) con una estructura organizada y un organigrama definido.
En 1979, México celebró la Universiada Mundial, en la que participaron 94 países y compitieron dos mil 974 deportistas; el beneficio principal fue el auge que tomó el deporte estudiantil de nivel superior en nuestro país.
En 1989, el Consejo Nacional del Deporte Estudiantil inicia el Programa de los Juegos Nacionales de la Educación Superior, creándose el Sistema Nacional de Competencias del Deporte de Educación Superior, (SINCODE), con los primeros Juegos de la Educación Superior celebrados en el mes de mayo en la Universidad Autónoma de Ciudad Juárez, en 8 disciplinas deportivas.
En 1994, el CONDDE se fortalece en su parte jurídica lo que le permitirá en el futuro la soberanía en sus decisiones.
Fue así que en el 2001, lo que había sido el Consejo Nacional del Deporte Estudiantil, cambiaría de Razón Social, pero conservaría el acrónimo inmediato anterior; ahora se le conocería como: Consejo Nacional del Deporte de la Educación, A. C.
La Comisión Nacional del Deporte fortaleció entonces al CONDDE, otorgándole mayor apoyo financiero para consolidar su representatividad en todas las entidades federativas.

## Historia
La palabra "Universiada" proviene de la combinación de las palabras "Universidad" y "Olimpiadas", también se utilizan términos más correctos como Juegos Mundiales Universitarios o Juegos Mundiales de Estudiantes,
La Universiada Nacional, nace como tal en el año de 1997, en un evento organizado por diversas Universidades del estado de Nuevo León. Antes de ello, en México se realizaron los Juegos Nacionales Universitarios promovidos y organizados en ese tiempo por la Universidad Nacional Autónoma de México (UNAM) en 1947. Ello motivó un incremento en la participación de las comunidades estudiantiles en la práctica del deporte organizado.
En el año de 1972, la UNAM fue invitada a participar en los Primeros Juegos Universitarios Centroamericanos y del Caribe, sentándose un precedente que dio lugar a la creación de la Organización Deportiva Estudiantil Mexicana, misma que desapareció en 1985 como organismo deportivo.
Para 1979, el auge del deporte estudiantil en la Educación Superior cobró destacada dimensión al celebrarse la Universiada Mundial México 1979, participando 94 países y dos mil 974 deportistas.
La Comisión Nacional del Deporte fortaleció entonces al CONDDE otorgándole mayor autonomía para consolidar su representatividad en todas las entidades federativas y dividir al país en ocho regiones lo que permitió brindar una mayor atención a las diferentes instituciones de Educación Superior y ampliar el margen de productividad del deporte estudiantil a través de las Organizaciones Nacionales Estudiantiles (ONE).
1. Región I (Coahuila, Nuevo León y Tamaulipas)
2. Región II (Durango, Zacatecas y Chihuahua)
3. Región III (Baja California, Baja California Sur, Sinaloa y Sonora)
4. Región IV (Colima, Jalisco, Nayarit y Michoacán)
5. Región V (Aguascalientes, Guanajuato, Querétaro y San Luis Potosí)
6. Región VI (Estado de México, Distrito Federal, Guerrero y Morelos)
7. Región VII (Hidalgo, Oaxaca, Puebla, Tlaxcala y Veracruz)
8. Región VIII (Chiapas, Campeche, Quintana Roo, Tabasco y Yucatán)

Fue en 1996 cuando los campeonatos nacionales estudiantiles se desarrollaron con el esquema que ahora conserva la Universiada Nacional, promoviéndose ocho deportes. En esa ocasión participaron 2600 estudiantes en la fase intramuros, de los cuales 1834 compitieron en la fase final efectuada en Guadalajara.

## Universiadas Nacionales
| Año                    | Evento                 | Sede                        | Universidad                                |  |  |
| Universiadas Mexicanas | Universiadas Mexicanas | Universiadas Mexicanas      | Universiadas Mexicanas                     |  |  |
| 1997                   | I Universiada          | Nuevo León                  | Diversas                                   |  |  |
| 1998                   | II Universiada         | Chihuahua                   | Diversas                                   |  |  |
| 1999                   | III Universiada        | Colima                      | Universidad de Colima                      |  |  |
| 2000                   | IV Universiada         | Cd. Victoria                | Universidad Autónoma de Tamaulipas         |  |  |
| 2001                   | V Universiada          | Xalapa                      | Universidad Veracruzana                    |  |  |
| 2002                   | VI Universiada         | Mexicali                    | Universidad Autónoma de Baja California    |  |  |
| 2003                   | VII Universiada        | Saltillo                    | Universidad Autónoma de Coahuila           |  |  |
| 2004                   | VIII Universiada       | Pachuca                     | Universidad Autónoma de Hidalgo            |  |  |
| 2005                   | IX Universiada         | Toluca                      | Universidad Autónoma del Estado de México  |  |  |
| 2006                   | X Universiada          | Mérida                      | Universidad del Mayab                      |  |  |
| 2007                   | XI Universiada         | San Nicolás de los Garza    | Universidad Autónoma de Nuevo León         |  |  |
| 2008                   | XII Universiada        | Guadalajara                 | Universidad de Guadalajara                 |  |  |
| 2009                   | XIII Universiada       | Cuernavaca                  | Universidad Autónoma del Estado de Morelos |  |  |
| 2010                   | XIV Universiada        | Chihuahua                   | Universidad Autónoma de Chihuahua          |  |  |
| 2011                   | XV Universiada         | Toluca                      | Universidad Autónoma del Estado de México  |  |  |
| 2012                   | XVI Universiada        | Xalapa                      | Universidad Veracruzana                    |  |  |
| 2013                   | XVII Universiada       | Culiacán                    | Universidad Autónoma de Sinaloa            |  |  |
| 2014                   | XVIII Universiada      | Puebla                      | Benemérita Universidad Autónoma de Puebla  |  |  |
| 2015                   | XIX Universiada        | San Nicolás de los Garza    | Universidad Autónoma de Nuevo León         |  |  |
| 2016                   | XX Universiada         | Guadalajara                 | Universidad de Guadalajara                 |  |  |
| 2017                   | XXI Universiada        | San Nicolás de los Garza    | Universidad Autónoma de Nuevo León         |  |  |
| 2018                   | XXII Universiada       | Toluca                      | Universidad Autónoma del Estado de México  |  |  |
| 2019                   | XXIII Universiada      | Mérida                      | Universidad Autónoma de Yucatán            |  |  |
| 2020                   | -                      | CANCELADA                   | POR COVID-19                               |  |  |
| 2021                   | -                      | CANCELADA                   | POR COVID-19                               |  |  |
| 2022                   | XXIV Universiada       | Ciudad Juárez               | Universidad Autónoma de Ciudad Juárez      |  |  |
| 2023                   | XXV Universiada        | Hermosillo y Ciudad Obregón | Universidad de Sonora e ITSON              |  |  |
| ---------------------- | ---------------------- | --------------------------- | ------------------------------------------ |  |  |